# Принцесса и Людоед
«Принцесса и Людоед» — короткометражный рисованный мультфильм режиссёра Эдуарда Назарова, снятый по стихотворению Генриха Сапгира. Композитор и исполнитель — Александр Градский.
Третий из трёх сюжетов мультипликационного альманаха «Весёлая карусель» № 9.

## Сюжет
В основе стихотворения лежит смена прилагательных «ужасный» на «прекрасный» и наоборот. В первой части прекрасная Принцесса попадает в ужасную землянку при ужасной погоде, но Людоед отказывается её есть, ссылаясь на ужасный аппетит и на её слишком прекрасный вид. Во второй части наоборот — ужасно ведущая себя Принцесса попадает в прекрасную (на её взгляд) землянку, а Людоед, несмотря на прекрасный аппетит, отказывается есть Принцессу из-за её ужасного поведения и спасается бегством. В конце мультфильма звучит вопрос: «А может быть, всё было наоборот?»

## Съёмочная группа
- авторы сценария — Генрих Сапгир, Эдуард Назаров
- композитор и исполнитель — Александр Градский
- художник-постановщик — Владимир Пальчиков
- ассистент художника — Дмитрий Куликов
- режиссёр — Эдуард Назаров
- оператор — Михаил Друян

## История
В то время у исполнителя песни Александра Градского были некие разногласия с представителями власти, и фильм попал под запрет в самый последний момент — сам режиссёр пригласил всех к телевизорам на премьеру девятой «Весёлой карусели», однако вместо «Принцессы и людоеда» вошёл «Антошка» Леонида Носырева из первого выпуска. В таком виде мультфильм просуществовал восемь лет.